# Nedre Osttjärnen
Nedre Osttjärnen är en sjö i Åsele kommun i Lappland och ingår i Lögdeälvens huvudavrinningsområde.